# Athaumasta expressa
Athaumasta expressa là một loài bướm đêm trong họ Noctuidae.